# Emphreus rotundipennis
Emphreus rotundipennis là một loài bọ cánh cứng trong họ Cerambycidae.